# Кутерга Максим Володимирович
Максим Володимирович Кутерга — юрист, тимчасовий виконувач обов'язків Директора Бюро економічної безпеки України (8 квітня - 2 травня 2025), кандидат юридичних наук.

## Життєпис
Народився у 1987 році в Києві. Закінчив Національну академію внутрішніх справ за спеціальністю «правознавство» з кваліфікацією юриста.
З 1999 по 2007 роки працював в органах прокуратури. З 2007 по 2009 роки працював у приватних юридичних структурах.
З 2009 року працював у органах прокуратури, з 2015 по 2019 рік працював у Генеральній прокуратурі України.
З 2022 року працював у БЕБ, з 2023 — заступник керівника Територіального управління БЕБ у Київській області.
З липня 2024 року виконував обов'язки директора з питань цифрового розвитку, цифрових трансформацій і цифровізації Бюро економічної безпеки України.
8 квітня 2025 року Кабінетом Міністрів України призначений виконувачем обов'язків Директора Бюро економічної безпеки України. Замінив на цій посаді Сергія Перхуна, який став в.о. директора БЕБ 9 квітня 2024 року. 2 травня 2025 року Кабмін знову призначив Перхуна в.о. Директора.

## Наукове звання
- Кандидат юридичних наук (2016)[9].

### Електронна декларація
- Кутерга Максим Володимирович// Електронна декларація (повний перелік усіх займаних державних посад)